# Конкорд (Небраска)
Конкорд (англ. Concord) — селище (англ. village) в США, в окрузі Діксон штату Небраска. Населення — 126 осіб (2020).

## Географія
Конкорд розташований за координатами 42°23′3″ пн. ш. 96°59′21″ зх. д. / 42.38417° пн. ш. 96.98917° зх. д. (42.384172, -96.989293).  За даними Бюро перепису населення США в 2010 році селище мало площу 0,34 км², з яких 0,34 км² — суходіл та 0,00 км² — водойми.

## Демографія
Згідно з переписом 2010 року, у селищі мешкало 166 осіб у 62 домогосподарствах у складі 47 родин. Густота населення становила 484 особи/км².  Було 67 помешкань (195/км²).
Расовий склад населення:
| - 95,8 % — білих - 3,0 % — корінних американців - 0,6 % — чорних або афроамериканців |

До двох чи більше рас належало 0,6 %. Частка іспаномовних становила 6,6 % від усіх жителів.
За віковим діапазоном населення розподілялося таким чином: 32,5 % — особи молодші 18 років, 55,5 % — особи у віці 18—64 років, 12,0 % — особи у віці 65 років та старші. Медіана віку мешканця становила 40,0 року. На 100 осіб жіночої статі у селищі припадало 100,0 чоловіків;  на 100 жінок у віці від 18 років та старших — 86,7 чоловіків також старших 18 років.
Середній дохід на одне домашнє господарство  становив 47 316 доларів США (медіана — 36 875), а середній дохід на одну сім'ю — 49 350 доларів (медіана — 45 000). Медіана доходів становила 32 292 долари для чоловіків та 34 375 доларів для жінок. За межею бідності перебувало 10,4 % осіб, у тому числі 22,2 % дітей у віці до 18 років та 3,8 % осіб у віці 65 років та старших.
Цивільне працевлаштоване населення становило 61 осіб. Основні галузі зайнятості: освіта, охорона здоров'я та соціальна допомога — 23,0 %, виробництво — 21,3 %, транспорт — 9,8 %, роздрібна торгівля — 8,2 %.